# Saha Chat-Denkmal

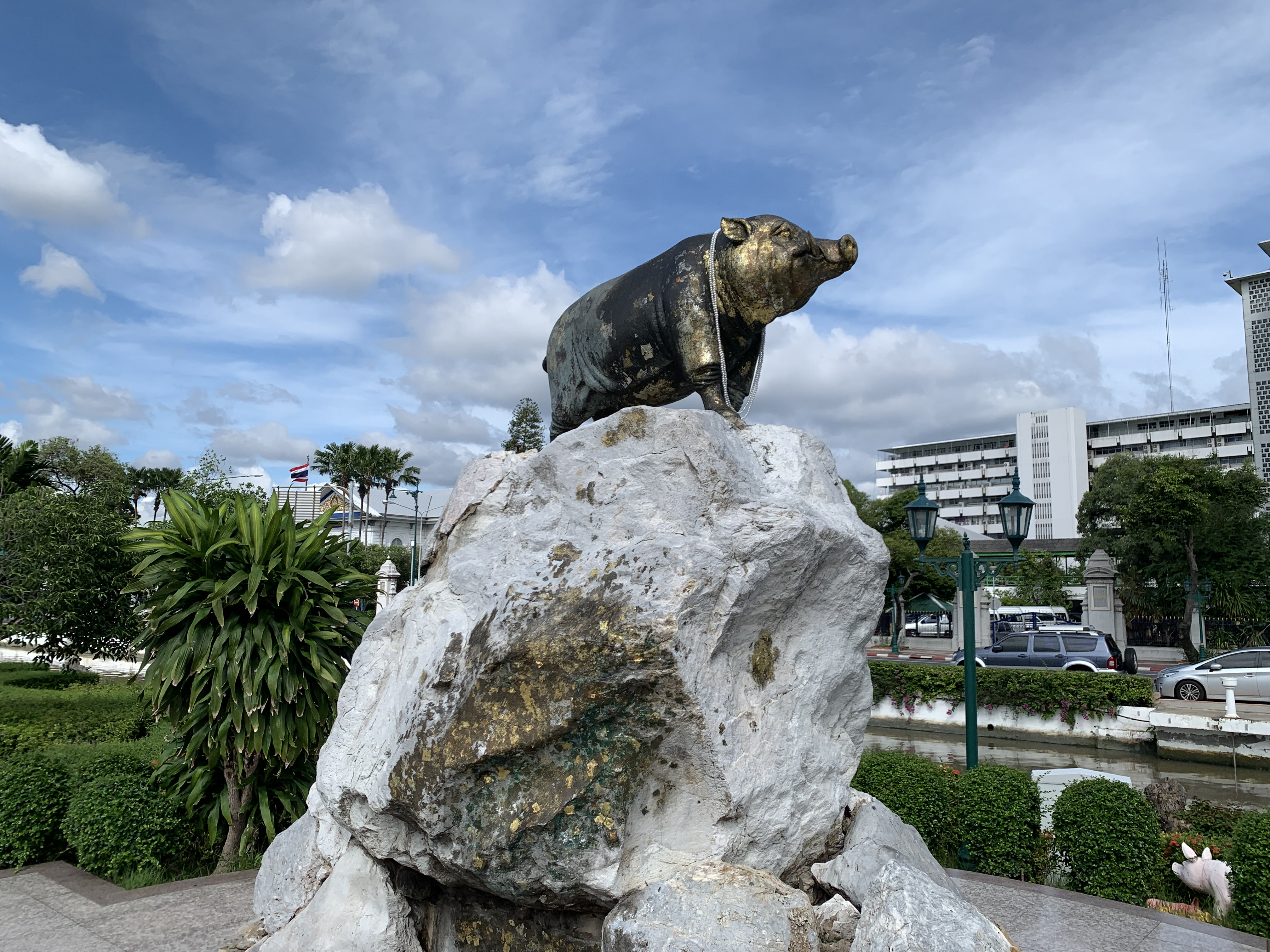
Am Saha Chat-Denkmal

Das Saha Chat-Denkmal (Thai: อนุสาวรีย์สำหรับผู้ที่เกิดในปีกุน, auch: อนุสาวรีย์หมู – Pig Monument, Schweinedenkmal) ist ein Monument am Khlong Lot gegenüber dem Wat Ratchabophit im Bezirk Phra Nakhon, Bangkok, Thailand.
Das Denkmal besteht aus einem vergoldeten Schwein, das auf einem Podest steht. Es wurde zu Ehren von Königin Saovabha Phongsri, der Gemahlin von König Chulalongkorn (Rama V.), errichtet. Es wurde 1913 eingeweiht, um den 50. Geburtstag der Königin zu begehen, die in einem Jahr des Schweins geboren wurde. Gleichzeitig dient es allen Personen, die im Jahr des Schweins geboren worden sind.
Das Denkmal wurde von Prinz Narit entworfen. Ursprünglich stand es auf einer Erhebung aus steinernen Platten. Heute bildet ein hügelartiges, aus Zement geformtes Fundament die Basis für die Figur.